# Erich Limpach
Erich Limpach (* 27. Juni 1899 in Charlottenburg; † 10. Dezember 1965 in Coburg) war ein deutscher Lyriker.

## Leben
Limpach war im Hauptberuf Zollbeamter. Er schrieb vor allem Gedichte und Aphorismen. Sein erstes Werk erschien 1924 unter dem Titel Krieg! Tagebuchblätter eines Kriegsfreiwilligen. Zunächst standen Erlebnisse und Beobachtungen aus dem Ersten Weltkrieg im Vordergrund seines Schaffens. Limpach war Anhänger Adolf Hitlers und widmete diesem 1924 seine „vaterländischen Gedichte“ unter dem Titel Deutschland erwache!. Er verfasste Texte für die Zeitung Völkischer Beobachter der Nationalsozialisten, beispielsweise 1929 einen Verriss zu Erich Maria Remarques Roman Im Westen nichts Neues. Während der Zeit des Nationalsozialismus veröffentlichte er mehrere Bücher. Er galt als "Kriegsdichter".
Ab 1945 wandte er sich mehr den schöngeistigen Themen zu und schrieb auch Liedertexte.
1958 wurde er mit dem Goldenen Ehrenring „Dem deutschen Gedicht“ der rechtsextremen DKEG (Deutsches Kulturwerk Europäischen Geistes) ausgezeichnet.

## Publikationen (Auswahl)
- Deutschland erwache!, 1924
- Krieg! Tagebuchblätter eines Kriegsfreiwilligen, Marburg 1924
- Die Front im Spiegel der Seele, Leipzig 1927
- Die Unvergessenen (als Mitautor), Herausgeber: Ernst Jünger, 1928
- Schwerter und Rosen, 1929
- Die Patrioten. Novelle. Beuern in Hessen 1931
- Gestalter Krieg 1935
- An der Wende 1937
- Leuchtende Stunden 1937
- Von neuem Werden 1938
- Fronterleben 1939
- Lebensblätter 1939
- Es blühen die Blumen 1940
- Von Ringen und Rasten 1940
- Wunder am Wege 1940
- Beseeltes Sein 1942
- Von Minne und Meiden 1942
- Wunder der Wandlung 1947
- Das Herz verweilt. Erzählungen. Lengerich 1948
- Nimmer ruhen die Gedanken 1948
- Im Kinderland 1948
- Webendes Leben 1950
- Im Bann des Seins 1951
- Daseinsmelodie 1951
- Wirbelnde Welt 1953
- Unter kreisenden Gestirnen. Wiesbaden 1953
- Immer ist der Mensch die Mitte, Pähl 1954
- Tanz auf dem Globus 1956
- Der Weg ins Wesentliche, Pähl 1958
- Vermächtnis der Zeit 1959
- Die Stille lebt 1960
- Zeiten sind das!, Pähl 1962
- Felsen im Strom. Epigramme und Aphorismen; Türmer, München 1962
- Ich rufe, Türmer, München 1963
- Im späten Licht 1963
- Nicht nur zum Lachen 1963
- Wegzeichen 1964
- Die Fackel brennt, Heusenstamm 1965
- Weiße Flocken sinken 1965
- Gegenwart im Rampenlicht, Hannover 1965
- Der letzte Weg 1965
- Der Zukunft wegen 1967
- Vom Adel der Seele 1979
- Zitate von Erich Limpach 1999
- Erich Limpach für jeden Tag, Stuttgart 2000